# Schwarzes-Loch-Analogon
Ein Schwarzes-Loch-Analogon ist ein von William Unruh 1981 eingeführtes Modell, das die Vorgänge in einem Schwarzen Loch in Form eines Analogons abbilden soll. Insbesondere soll so die Erforschung eines Phänomens ermöglicht werden, das aufgrund seiner Eigenschaften nicht direkt beobachtbar (nämlich „schwarz“) ist. Das Schwarze-Loch-Analogon ist ein Spezialfall der Suche nach Analoga der Gravitation in anderen Medien, die 1923 von Gordon begonnen wurde und vor allem elektromagnetische und akustische Systeme betrachtet.

## Einfaches Beispiel
Zur Veranschaulichung mag folgendes, stark vereinfachtes (und daher nicht ganz zutreffendes) Beispiel dienen: In einer Badewanne werden Fische ausgesetzt, die mit einer Maximalgeschwindigkeit von {\displaystyle v_{1}} km/h schwimmen können. Nun wird der Stöpsel gezogen, so dass am Abfluss ein Strudel entsteht, der mit einer Höchstgeschwindigkeit von {\displaystyle v_{2}} km/h das Wasser abfließen lässt. Die Abflussgeschwindigkeit nimmt mit dem Abstand vom Abfluss ab. Wenn {\displaystyle v_{2}} nun höher als {\displaystyle v_{1}} ist, können Fische, die dem Abfluss zu nahe kommen, dem Sog nicht mehr entkommen, da sie langsamer schwimmen als der Strudel sich bewegt, und werden hinaus gespült. Die Grenze, an der die Abflussgeschwindigkeit gleich der maximalen Schwimmgeschwindigkeit der Fische entspricht, wäre analog zum Ereignishorizont eines Schwarzen Lochs. Fische, die diese Grenze überschreiten, haben keine Möglichkeit mehr zu entkommen.

## Akustisches Schwarzes-Loch-Analogon
Unruh hat ein akustisches Analogon zum Schwarzen Loch entworfen. In Flüssigkeiten soll es verschiedene Fließgeschwindigkeiten geben, die räumlich getrennt entweder schneller oder langsamer als die Schallgeschwindigkeit sind. Die Grenze wäre wiederum entsprechend zum Ereignishorizont. Geräusche, die in dem Bereich der höheren Geschwindigkeit entstehen, wären somit im anderen Bereich nicht hörbar. Unruh bezeichnete sein Modell als Sonic black hole. Ein einheitlicher Begriff hat sich im deutschen bislang nicht durchgesetzt, gelegentlich wird von Stummen Löchern und ihren Gegenstücken, den Tauben Löchern gesprochen.
2000 wurde vorgeschlagen, die neu entdeckten und experimentell sehr gut kontrollierbaren Bose-Einstein-Kondensate (BEC) als Grundlage für Schwarze-Loch-Analoga zu verwenden. Im Juni 2009 gelang es Wissenschaftlern am Technion in Haifa um Jeff Steinhauer ein solches Analogon in einem Rubidium-BEC anstatt in Wasser zu erzeugen. Ziel war es, die sogenannte Hawking-Strahlung nachzuweisen, was aber zunächst nicht gelang. Nachfolgeexperimente 2014 und 2016 lieferten stärkere Belege für Hawking-Strahlung, die Interpretation der Ergebnisse ist jedoch umstritten. 2019 wiesen Steinhauer und Kollegen die thermische Natur der Hawking-Strahlung in ihrem Experiment nach und eine der gravitativen Hawkingstrahlung analoge Verknüpfung von Temperatur mit dem Analogon der Oberflächengravitation. Die Strahlung ist im Bereich linearer Dispersion wie im gravitativen Fall und im Schwarzen-Loch-Analogon besteht sie ebenfalls wie im gravitativen Fall aus Partner-Moden „negativer Energie“.
Im 1969 vorhergesagten Penrose-Prozess kann einem rotierenden Schwarzen Loch über Teilchen aus der Ergosphäre Energie entnommen werden. Die Möglichkeit eines akustischen Analogons wurde schon 1971 von Jakow Borissowitsch Seldowitsch vorgeschlagen (Streuung von Schallwellen an einem schnell rotierenden absorbierenden Zylinder) und 2020 experimentell bestätigt.

## Optisches Schwarzes-Loch-Analogon
Der deutsche Physiker Ulf Leonhardt stellte 2008 ein Modell eines optischen Schwarzes-Loch-Analogons vor. Mithilfe von optischen Fasern führte er Experimente durch, in denen auch Analoga zur Hawking-Strahlung beobachtet wurden.